# Wahlkreis Neukölln 6
Der Wahlkreis Neukölln 6 ist ein Abgeordnetenhauswahlkreis in Berlin. Er gehört zum Wahlkreisverband Neukölln und umfasst den Ortsteil Rudow, die südliche Gropiusstadt und die südliche Frauensiedlung.
Zur Abgeordnetenhauswahl 2016 gehörten zum Wahlkreis der Ortsteil Gropiusstadt sowie Teile von Buckow-Nord und das Gebiet Bruno-Taut-Ring aus dem Ortsteil Britz.

## Abgeordnetenhauswahl 2023
Bei der Wahl zum Abgeordnetenhaus von Berlin 2023 traten folgende Kandidaten an:
| Name                              | Partei           | Anteil der Erststimmen | Anteil der Zweitstimmen |
| --------------------------------- | ---------------- | ---------------------- | ----------------------- |
| Olaf Schenk                       | CDU              | 45,3 %                 | 43,9 %                  |
| Franziska Giffey                  | SPD              | 29,6 %                 | 25,2 %                  |
| Christian Hohmann                 | AfD              | 10,4 %                 | 10,8 %                  |
| Philine Niethammer                | Grüne            | 05,2 %                 | 05,6 %                  |
| Niklas Schrader                   | Die Linke        | 03,6 %                 | 03,6 %                  |
| Florian Kluckert                  | FDP              | 03,6 %                 | 04,2 %                  |
| Sandra Holtermann                 | Die PARTEI       | 01,6 %                 | 00,8 %                  |
| Irma Gallwitz                     | dieBasis         | 00,6 %                 | 00,2 %                  |
| Carsten Schanz                    | LKR              | 00,2 %                 | 00,1 %                  |
| –                                 | Tierschutzpartei | –                      | 02,4 %                  |
| –                                 | Sonstige         | –                      | 03,2 %                  |
| Wahlberechtigte: 32.450 Einwohner |                  |                        |                         |
| Wahlbeteiligung: 63,6 %           |                  |                        |                         |

## Abgeordnetenhauswahl 2021
Bei der Wahl zum Abgeordnetenhaus von Berlin 2021 traten folgende Kandidaten an:
| Name                              | Partei           | Anteil der Erststimmen | Anteil der Zweitstimmen |
| --------------------------------- | ---------------- | ---------------------- | ----------------------- |
| Franziska Giffey                  | SPD              | 40,8 %                 | 34,2 %                  |
| Olaf Schenk                       | CDU              | 27,8 %                 | 26,7 %                  |
| Christian Hohmann                 | AfD              | 10,3 %                 | 10,5 %                  |
| Florian Kluckert                  | FDP              | 06,8 %                 | 07,3 %                  |
| Philine Niethammer                | Grüne            | 06,4 %                 | 06,9 %                  |
| Niklas Schrader                   | Die Linke        | 04,0 %                 | 04,1 %                  |
| Sandra Holtermann                 | Die PARTEI       | 02,0 %                 | 00,9 %                  |
| Irma Gallwitz                     | dieBasis         | 01,6 %                 | 00,9 %                  |
| Carsten Schanz                    | LKR              | 00,3 %                 | 00,2 %                  |
| –                                 | Tierschutzpartei | –                      | 02,4 %                  |
| –                                 | Team Todenhöfer  | –                      | 01,7 %                  |
| –                                 | Sonstige         | –                      | 04,2 %                  |
| Wahlberechtigte: 32.755 Einwohner |                  |                        |                         |
| Wahlbeteiligung: 74,8 %           |                  |                        |                         |

## Abgeordnetenhauswahl 2016
Bei der Wahl zum Abgeordnetenhaus von Berlin 2016 traten folgende Kandidaten an:
| Name                              | Partei           | Anteil der Erststimmen | Anteil der Zweitstimmen |
| --------------------------------- | ---------------- | ---------------------- | ----------------------- |
| Karin Korte                       | SPD              | 32,9 %                 | 28,4 %                  |
| Sabine Toepfer-Kataw              | CDU              | 23,9 %                 | 23,1 %                  |
| Andreas Lüdecke                   | AfD              | 21,2 %                 | 20,2 %                  |
| Franz Wittke                      | FDP              | 07,6 %                 | 07,5 %                  |
| Ferat Koçak                       | Die Linke        | 07,0 %                 | 06,4 %                  |
| Daniel Wesener                    | Grüne            | 06,1 %                 | 06,2 %                  |
| Jens Irrgang                      | NPD              | 01,4 %                 | 01,2 %                  |
| –                                 | Tierschutzpartei | 0–                     | 02,5 %                  |
| –                                 | Graue Panther    | 0–                     | 01,3 %                  |
| –                                 | Piraten          | 0–                     | 01,0 %                  |
| –                                 | Sonstige         | 0–                     | 02,2 %                  |
| Wahlberechtigte: 29.662 Einwohner |                  |                        |                         |
| Wahlbeteiligung: 57,2 %           |                  |                        |                         |

| Name                              | Partei           | Anteil der Erststimmen | Anteil der Zweitstimmen |
| --------------------------------- | ---------------- | ---------------------- | ----------------------- |
| Hans-Christian Hausmann           | CDU              | 40,1 %                 | 38,8 %                  |
| Peter Scharmberg                  | SPD              | 36,6 %                 | 28,5 %                  |
| André Schulze                     | Grüne            | 09,9 %                 | 10,7 %                  |
| Sebastian Thom                    | NPD              | 04,7 %                 | 04,1 %                  |
| ?                                 | pro Deutschland  | 03,5 %                 | 01,8 %                  |
| Jörg Lelickens                    | Die Linke        | 03,0 %                 | 03,0 %                  |
| Florian Kluckert                  | FDP              | 02,2 %                 | 02,5 %                  |
| –                                 | Piraten          | –                      | 06,0 %                  |
| –                                 | Tierschutzpartei | –                      | 01,7 %                  |
| –                                 | Die Freiheit     | –                      | 01,2 %                  |
| –                                 | Sonstige         | –                      | 01,7 %                  |
| Wahlberechtigte: 31.750 Einwohner |                  |                        |                         |
| Wahlbeteiligung: 64,3 %           |                  |                        |                         |

## Abgeordnetenhauswahl 2006
Bei der Wahl zum Abgeordnetenhaus von Berlin 2006 traten folgende Kandidaten an:
| Name                              | Partei    | Anteil der Erststimmen |
| --------------------------------- | --------- | ---------------------- |
| Sascha Steuer                     | CDU       | 40,5 %                 |
| Rainer Knörr                      | SPD       | 34,4 %                 |
| Axel Bering                       | FDP       | 09,6 %                 |
| Jürgen Biele                      | Grüne     | 06,9 %                 |
| Thomas Vierk                      | NPD       | 04,8 %                 |
| Sylvia Stelz                      | Die Linke | 03,8 %                 |
| Wahlberechtigte: 31.634 Einwohner |           |                        |
| Wahlbeteiligung: 64,6 %           |           |                        |

## Abgeordnetenhauswahl 2001
Bei der Wahl zum Abgeordnetenhaus von Berlin 2001 traten folgende Kandidaten an:
| Name                              | Partei | Anteil der Erststimmen |
| --------------------------------- | ------ | ---------------------- |
| Sascha Steuer                     | CDU    | 43,2 %                 |
| Rainer Knörr                      | SPD    | 36,2 %                 |
| Axel Bering                       | FDP    | 11,9 %                 |
| Jürgen Biele                      | Grüne  | 04,7 %                 |
| Sylvia Stelz                      | PDS    | 04,0 %                 |
| Wahlberechtigte: 34.145 Einwohner |        |                        |
| Wahlbeteiligung: 75,3 %           |        |                        |

## Abgeordnetenhauswahl 1999
Bei der Wahl zum Abgeordnetenhaus von Berlin 1999 traten folgende Kandidaten an:
| Name                              | Partei | Anteil der Erststimmen |
| --------------------------------- | ------ | ---------------------- |
| Alexander Kaczmarek               | CDU    | 60,6 %                 |
| Jürgen Kriebel                    | SPD    | 26,9 %                 |
| Martin Kupfer                     | Grüne  | 04,4 %                 |
| Eva Willig                        | PDS    | 03,2 %                 |
| Lutz-Marlon Bork                  | Graue  | 02,9 %                 |
| Axel Hahn                         | FDP    | 01,9 %                 |
| Wahlberechtigte: 33.982 Einwohner |        |                        |
| Wahlbeteiligung: 72,5 %           |        |                        |

## Abgeordnetenhauswahl 1995
Der Bezirk Neukölln hatte bei der Abgeordnetenhauswahl 1995 anders als in den Folgejahren nicht sechs, sondern sieben Wahlkreise. Ein direkter Vergleich ist daher nicht möglich.

## Bisherige Abgeordnete
Diekt gewählte Abgeordnete des Wahlkreises Neukölln 6 waren bis heute:
| Jahr | Name                    | Partei | Anteil der Erststimmen |
| ---- | ----------------------- | ------ | ---------------------- |
| 2023 | Olaf Schenk             | CDU    | 45,3 %                 |
| 2021 | Franziska Giffey        | SPD    | 40,8 %                 |
| 2016 | Karin Korte             | SPD    | 32,9 %                 |
| 2011 | Hans-Christian Hausmann | CDU    | 39,4 %                 |
| 2006 | Sascha Steuer           | CDU    | 40,5 %                 |
| 2001 | Sascha Steuer           | CDU    | 43,2 %                 |
| 1999 | Alexander Kaczmarek     | CDU    | 60,6 %                 |